# Jarar
La zone Jarar, anciennement zone Degehabur, est une zone administrative de la région Somali en Éthiopie. Elle compte 478 168 habitants en 2007. Son chef-lieu est la ville de Degehabur.

## Géographie
Limitrophe du Somaliland au nord-est et de la région Oromia au nord-ouest, la zone Jarar est bordée dans la région Somali par les zones Fafan, Dollo, Korahe, Nogob et Erer.
La ville de Degehabur se trouve 165 km au sud-est de la capitale régionale Djidjiga par l'A10.

## Histoire
Au cours du XXe siècle, Degehabur est la capitale administrative de l'awraja Degeh Bur dans la province du Hararghe.

## Woredas
Connue dans les années 2000 sous le nom de « zone Degehabur », la zone se compose initialement des quatre woredas Degehamedo, Degehabur, Aware et Gashamo.
Le woreda Gunagado se détache toutefois dans le sud d'Aware dès 2007,.

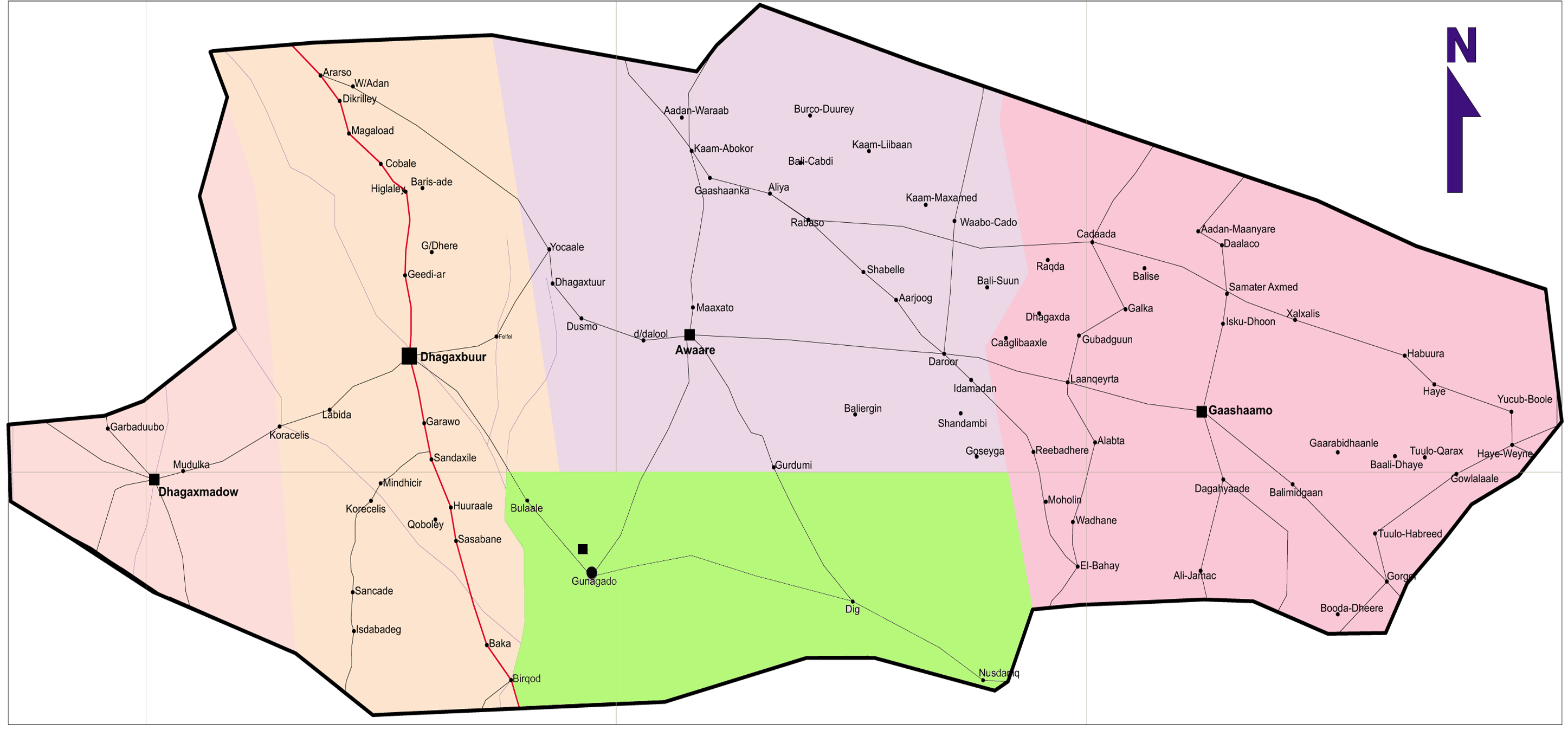
Woredas de la zone Degehabur.
Degehamedo
Degehabur
Aware
Gunagado
Gashamo

Toujours composée de ces cinq woredas, elle prend le nom de « Jarar » au plus tard en 2017.
Elle se subdivise ensuite en douze woredas,, :
- Ararso (en), détaché de Degehabur ;
- Aware ;
- Bilcil-Bur (en), détaché de Degehabur ;
- Burqod (en), détaché de Degehabur ;
- Daror (en), détaché d'Aware ;
- Degahabur town, détachée de Degehabur ;
- Degehabur ;
- Degehamedo ;
- Dig (en), détaché de Gunagado ;
- Gashamo ;
- Gunagado ;
- Yocale (en), détaché d'Aware.

## Démographie
Le recensement national de 2007 fait état de 478 168 habitants dont 13 % de citadins dans la zone Degehabur.
Près de 99 % des habitants sont Somalis et le somali est la langue maternelle pour plus de 99 % de la population.
Près de 99 % des habitants sont également musulmans.
Avec 30 027 habitants en 2007, la ville de Degehabur est la principale agglomération de la zone. Elle est suivie par Gunagudo qui a 8 114 habitants à la même date, les autres agglomérations ont moins de 5 000 habitants.
| Woreda     | Population 2007 | Agglomérations              |
| ---------- | --------------- | --------------------------- |
| Aware      | 96 011          | Aware, Aboker, Rabas, Derur |
| Degehabur  | 115 555         | Degehabur                   |
| Degehamedo | 58 487          | Degehamedo                  |
| Gashamo    | 95 191          | Gewlele, Gashamo            |
| Gunagado   | 112 924         | Gunagudo                    |

En 2022, la population est estimée sur le même périmètre à 698 976 personnes soit une densité de population de 19 personnes par km2 pour une superficie de 37 057 km2 au total.
Désormais connue sous le nom de « Jarar », la zone occupe toutefois 39 111 km2 au début des années 2020.